# 第10回ノーステキサス映画批評家協会賞
第10回ノーステキサス映画批評家協会賞は2014年の映画を対象としており、2015年1月5日に受賞者が発表された。

## 受賞一覧

### 作品賞
- 『6才のボクが、大人になるまで。』

### 監督賞
- リチャード・リンクレイター - 『6才のボクが、大人になるまで。』

### アンサンブル・キャスト賞
- 『バードマン あるいは（無知がもたらす予期せぬ奇跡）』

### 主演男優賞
- ジェイク・ジレンホール - 『ナイトクローラー』

### 主演女優賞
- ロザムンド・パイク - 『ゴーン・ガール』

### 助演男優賞
- J・K・シモンズ - 『セッション』

### 助演女優賞
- パトリシア・アークエット - 『6才のボクが、大人になるまで。』

### 撮影賞
- ホイテ・ヴァン・ホイテマ - 『インターステラー』

### ドキュメンタリー映画賞
- 『Life Itself』

### アニメ映画賞
- 『LEGO ムービー』

### 外国語映画賞
- 『イーダ』 ポーランド